# Мюллер (лунный кратер)
Кратер Мюллер (лат. Müller), не путать с кратером Мюллер на Марсе, — небольшой ударный кратер в центральной материковой части видимой стороны Луны. Название присвоено в честь чешского астронома-любителя Карла Мюллера (1866—1942)  и утверждено Международным астрономическим союзом в 1935 г. 

## Описание кратера

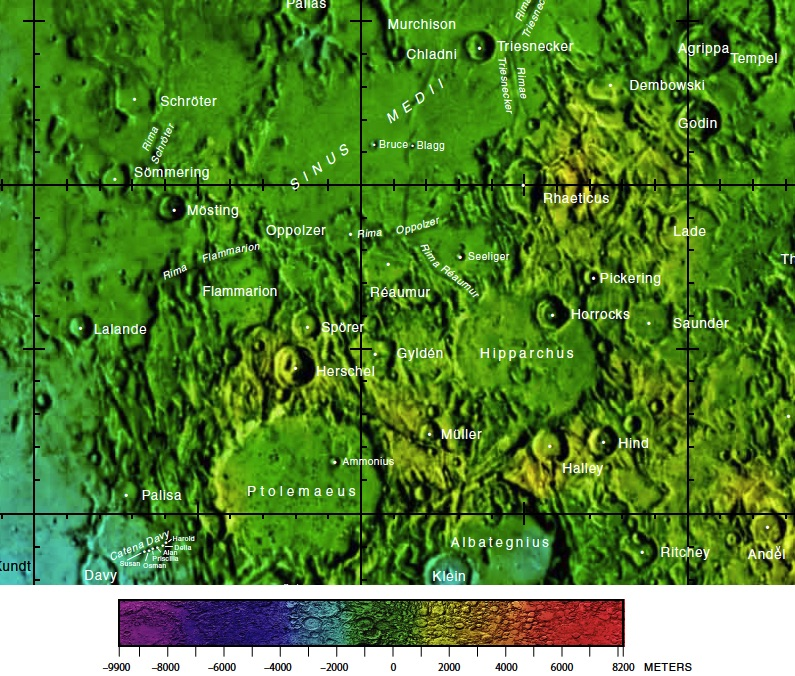
Окрестности кратера Мюллер. Фрагмент карты видимой стороны Луны.

Ближайшими соседями кратера являются кратер Гюлден на северо-западе; кратер Гиппарх на северо-востоке; кратер Галлей на востоке; кратер Аль-Баттани на юге-юго-востоке и кратер Птолемей на юго-западе. Селенографические координаты центра кратера 7°38′ ю. ш. 2°02′ в. д. / 7,64° ю. ш. 2,04° в. д., диаметр 23,4 км, глубина 2030 м.
Кратер Мюллер имеет полигональную форму и умеренно разрушен. Вал с четко очерченной острой кромкой, северо-восточная часть вала спрямлена, юго-восточная часть вала перекрыта сателлитным кратером Мюллер O, к южной части вала примыкает сателлитный кратер Мюллер А. Высота вала над окружающей местностью достигает 810 м, объем кратера составляет приблизительно 300 км³. Дно чаши пересеченное, с севера на юг рассечено невысоким хребтом. От юго-западной части вала кратера Мюллер в направлении северной части вала кратера Птолемей отходит цепочка кратеров. 

## Сателлитные кратеры

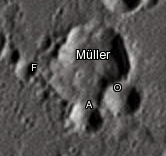
Снимок Дэвида Кемпбелла.

| Мюллер | Координаты                                        | Диаметр, км |
| ------ | ------------------------------------------------- | ----------- |
| A      | 8°08′ ю. ш. 2°08′ в. д. / 8,14° ю. ш. 2,13° в. д. | 8,7         |
| F      | 7°52′ ю. ш. 1°29′ в. д. / 7,86° ю. ш. 1,48° в. д. | 5,8         |
| O      | 7°53′ ю. ш. 2°25′ в. д. / 7,89° ю. ш. 2,41° в. д. | 9,7         |

## См.также
- Список кратеров на Луне
- Лунный кратер
- Морфологический каталог кратеров Луны
- Планетная номенклатура
- Селенография
- Минералогия Луны
- Геология Луны
- Поздняя тяжёлая бомбардировка